# Parapterodon
Parapterodon — вимерлий рід гієнодонтових ссавців родини Hyainailouridae. Скам'янілості знайдено у Франції. Описано 1 вид: Parapterodon lostangensis.